# Rathaus Hohenbrunn

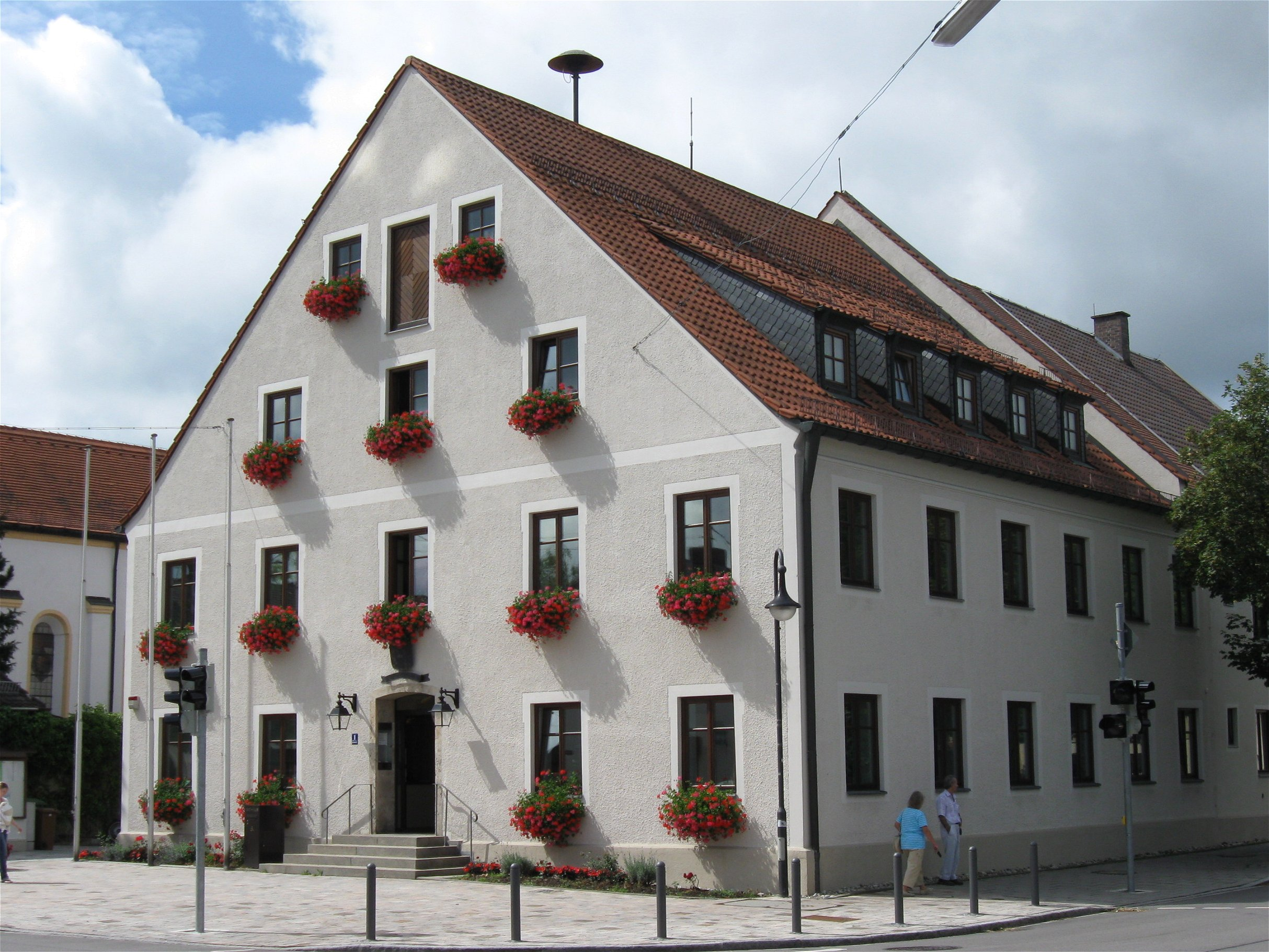
Rathaus Hohenbrunn

Das Rathaus Hohenbrunn ist der Sitz des Gemeinderats der oberbayerischen Gemeinde Hohenbrunn im Landkreis München. Das Bauwerk ist als Baudenkmal in die Bayerische Denkmalliste eingetragen.

## Lage
Das Rathaus liegt in der Ortsmitte von Hohenbrunn an der Kreuzung Taufkirchener Straße / Dorfstraße. Die nördliche Traufseite steht an der Taufkirchener Straße, die östliche Giebelseite an der Dorfstraße. Etwa 25 Meter südlich des Rathauses liegt die katholische Pfarrkirche St. Stephanus. Westlich an das Rathaus angebaut ist das Pfarrzentrum von St. Stephanus.

## Geschichte
Der Bau entstand 1725 nach dem großen Dorfbrand von 1724, dem die Hälfte aller Häuser Hohenbrunns zum Opfer fiel. Es diente zunächst als Pfarrhof, später als Rathaus.

## Architektur
Das Rathaus ist ein zweigeschossiger Bau. Er trägt ein ebenfalls zweigeschossiges Satteldach mit Schleppgauben. Zu dem Eingang an der Ostseite führt eine vierstufige Freitreppe hinauf. Leicht geohrte Fensterumrahmungen und ein horizontaler Abschluss auf der Giebelseite sind durch Putzgliederungen angedeutet.